# A Közép-afrikai Köztársaság a 2013-as úszó-világbajnokságon
A Közép-afrikai Köztársaság három úszóval vett részt a 2013-as úszó-világbajnokságon, akik három versenyszámban indultak.

## Úszás
Férfi
| Versenyző        | Verseny                | Selejtező  | Selejtező  | Elődöntő          | Elődöntő          | Döntő             | Döntő             |
| Versenyző        | Verseny                | Idő        | Helyezés   | Idő               | Helyezés          | Idő               | Helyezés          |
| ---------------- | ---------------------- | ---------- | ---------- | ----------------- | ----------------- | ----------------- | ----------------- |
| Christian Nassif | 50 méteres gyorsúszás  | 29.79      | 101.       | Nem jutott tovább | Nem jutott tovább | Nem jutott tovább | Nem jutott tovább |
| Croyeb Gailloty  | 100 méteres gyorsúszás | Nem indult | Nem indult | Nem jutott tovább | Nem jutott tovább | Nem jutott tovább | Nem jutott tovább |

Női
| Versenyző        | Verseny               | Selejtező  | Selejtező  | Elődöntő          | Elődöntő          | Döntő             | Döntő             |
| Versenyző        | Verseny               | Idő        | Helyezés   | Idő               | Helyezés          | Idő               | Helyezés          |
| ---------------- | --------------------- | ---------- | ---------- | ----------------- | ----------------- | ----------------- | ----------------- |
| Alexandra Wilman | 50 méteres gyorsúszás | Nem indult | Nem indult | Nem jutott tovább | Nem jutott tovább | Nem jutott tovább | Nem jutott tovább |